# Caroline Boserup
Caroline Boserup (* 2. Juli 1969 in Aarhus) ist eine dänische Journalistin.

## Werdegang
Sie ist die Tochter von Niels Boserup (1943–2021), dem ehemaligen Chef des Kopenhagener Flughafens. Sie arbeitete als Nachrichtensprecherin für den dänischen Fernsehsender TV2. Boserup fiel bei ihrer Moderation besonders durch ihren Stil auf, für den sie mehrmals gelobt wurde. 2006 hatte sie im Film Sprængfarlig bombe einen Auftritt als Nachrichtensprecherin.
Von 2005 bis 2007 war Caroline Boserup mit ihrem Kollegen Rasmus Tantholdt verheiratet, mit dem sie auch einen Sohn hat (* 2005). Sie lebt in Kopenhagen.

## Filmografie
- 1988: TV2 nyhederne (Nachrichtensendung)
- 2000: Plan Show 2000 (Fernsehshow)
- 2002: TV 2 002 - Året i ord og billeder (Fernsehshow)
- 2003: Go' aften Danmark  (Fernsehshow)
- 2003: Hjælp krigens ofre (Dokumentation)
- 2003: TV2 - når sandheden skal frem (Dokumentarfilm)
- 2003: TV 2 003 - Året i ord og billeder (Dokumentarfilm)
- 2005: Støt Asien (Fernsehsendung)
- 2006: Das Genie und der Wahnsinn (Sprængfarlig bombe) (Komödie)
- 2007: Den sorte Madonna (Actionkomödie)